# 里村昌琢
里村 昌琢（さとむら しょうたく、1574年（天正2年） - 1636年3月12日（寛永13年2月5日））は、安土桃山時代から江戸時代初期の連歌師である。名は景敏。竹斎・懐恵庵・花の下・拝北庵などと号した。里村南家初代。

## 経歴
里村昌休を祖父に持つ里村昌叱と里村紹巴の娘の子として京都に生まれる。初名は景敏で、1599年（慶長4年）頃から昌琢と名乗った。1608年（慶長13年）法橋に叙せられ、1617年（元和3年）父昌叱の遺領百石を知行し、花の下の宗匠として柳営連歌の指導にあたった。1626年（寛永3年）、後水尾天皇から古今伝授を受け、1632年（寛永9年）法眼に叙せられた。後水尾天皇が1626年（寛永13年）に没するまで、毎年京都から出府し、連歌界の重鎮として活躍した。西山宗因・松江重頼といった俳諧師との交遊を通じて、俳諧にも大きな影響を及ぼした。
昌琢の連歌は200点以上が現存する一方、指導書はほとんど残しておらず、徹底した実作者であった。

## 主な弟子
- 斎藤徳元
- 松江重頼
- 西山宗因

上記の他、諸国に弟子がいた。

## 主な著作物

### 歌集
- 『昌琢句集』

### 著書
- 『類字名所和歌集』